# Dragan Gošić
Dragan Gošić (in serbo Драган Гoшић?; Krupanj, 10 giugno 1981) è un ex calciatore serbo, di ruolo attaccante.

## Carriera
Ha giocato nella massima serie dei campionati rumeno (con il Farul Costanza), kazako (con il Qairat) ed ungherese (con lo Szolnok).

## Palmarès

### Club

#### Competizioni nazionali
- Srpska Liga: 1

BSK Borča: 2005-2006 (girone Belgrado)